# Дніпровська гідробіологічна станція
Дніпровська гідробіологічна станція — гідробіологічна дослідницька установа, яка існувала на Дніпрі поблизу Києва з 1909 до 1940 року. Була створена в рамках діяльності Київського товариства любителів природи, до якого на першому етапі (1909—1921) і належала. З 1921 року — у складі ВУАН. У 1934—1940 роках працювала як окрема установа. У 1940 році перетворена на Інститут гідробіології АН УРСР. Сама станція у 1909—1918 роках розташовувалася на Трухановому острові навпроти Києва, а з 1919 року — у селі Старосілля, вище за течією, на лівому березі Дніпра.
Київське товариство любителів природи 1908 року ухвалило рішення заснувати біологічну станцію для дослідження біології Дніпра. Будівництво почалося в урочищі Чорторий на Трухановому острові. Будівлю для біостанції профінансував професор Університету святого Володимира Микола Кеппен, якому й довірили нею керувати у 1909—1910 роках. Кеппен помер у 1910 році, заповівши все своє майно новій організації, а будівництво станції було закінчено в 1911 році. Деякий час директором біостанції був Юлій Вагнер, потім до 1919 — Віктор Казановський. Зоологічний відділ станції очолював Дмитро Белінг, а орнітологами були Олександр Шуммер та Микола Шарлемань.
1918 року науковці ухвалили рішення перенести біостанцію далі від Києва. У вересні Віктор Казановський, Олександр Фомін і Дмитро Белінг приїхали ло Старосілля, де знайшли підхожу ділянку. З 1919 року станцію переміщено до Старосілля. У 1919 році станцією певний час керував Сергій Кушакевич. В 1920—1921 роках станцію очолював Фомін, у 1922—1937 роках — Белінг. 1921 року її було приєднано до ВУАН. 1934 року вона отримала статус окремої установи: Гідробіологічної станції ВУАН.
На станції відбувалися зоологічні та ботанічні дослідження (під керівництвом Дмитра Свиренка). У її складі була низка риборозплідних ставків.